# Tommy Lawton
Tommy Lawton (ur. 6 października 1919 w Farnworth, zm. 6 listopada 1996 w Nottingham) – angielski piłkarz, grający na pozycji środkowego napastnika, reprezentant Anglii, trener piłkarski. Został wybrany przez IFFHS jako 62. największy europejski piłkarz XX wieku i ósmy najlepszy angielski piłkarz XX wieku.

## Kariera piłkarska

### Kariera klubowa
Wychowanek klubów Rossendale United i Burnley. W 1936 rozpoczął karierę piłkarską w drużynie Burnley. Po zakończeniu sezonu przeszedł do Evertonu. Po zakończeniu II wojny światowej został piłkarzem Chelsea F.C. W listopadzie 1947 roku przeniósł się do Notts County F.C. z trzeciej ligi południowej za rekordową brytyjską opłatę za transfer w wysokości 20 000 funtów (równowartość 832 500 funtów w 2021 r.) W 1950 pomógł klubowi zdobyć mistrzostwo trzeciej ligi i awans do drugiej ligi, łącznie w klubie rozegrał ponad 150 meczów i strzelił 90 goli. Sezon 1952/53 spędził w Brentford F.C., a potem przez kolejne dwa sezony bronił barw Arsenalu, w którym był jednym z najlepszych strzelców, strzelając gola średnio w co najmniej co trzecim meczu mistrzostw. Sezon 1955/56 zagrał w Kettering Town, po czym zakończył karierę piłkarza.

### Kariera reprezentacyjna
W 1938 debiutował w reprezentacji Anglii. Podczas swojej kariery w kadrze narodowej, która trwała 11 lat, rozegrał zaledwie 23 mecze w podstawowym składzie reprezentacji kraju, strzelając 22 bramki.

## Kariera trenerska
Karierę trenerską rozpoczął jeszcze grając na boisku w 1953 roku, kierując sztabem trenerskim klubu Brentford F.C. Później prowadził kluby Kettering Town i Notts County F.C. Ostatnia praca trenera była ponownie w Kettering Town, którą przejął w 1963 roku i trenował jako główny trener do 1964 roku.
Zmarł 6 listopada 1996 na zapalenie płuc.

## Sukcesy i odznaczenia

### Sukcesy klubowe
Everton
- mistrz Football League First Division: 1938/39

Notts County
- mistrz Football League Third Division South: 1949/50

Arsenal
- zdobywca Charity Shield: 1953

### Sukcesy reprezentacyjne
reprezentacja Anglii
- mistrz British Home Championship: 1938/39 (wspólnie), 1946/47, 1947/48

### Sukcesy trenerskie
Kettering Town
- mistrz Southern Football League: 1956/57

### Sukcesy indywidualne
- król strzelców Football League First Division: 1937/38, 1938/39
- król strzelców Football League Third Division South: 1949/50
- wpisany na listę English Football Hall of Fame: 2003
- wpisany na listę Notts County FC Hall of Fame: 2014